# الطبنة
الطبنة هي العملية التي يتم فيها تحديد ومعالجة الحالات والمشاكل البشرية على أنها حالات طبية، وبالتالي تصبح موضوع دراسة طبية وتشخيص ووقاية وعلاج، يمكن أن يتم دفع الطبنة بناءً على أدلة جديدة أو فرضيات حول الحالات أو بتغيرات في المواقف الاجتماعية أو الاعتبارات الاقتصادية أو بتطوير أدوية أو علاجات جديدة.
تُدرس الطبنة من منظور اجتماعي بالنسبة لدور وسلطة المهنيين والمرضى والشركات وأيضًا لتأثيراتها على الأشخاص العاديين الذين قد يعتمدون هويتهم الذاتية وقرارات حياتهم على المفاهيم السائدة للصحة والمرض بمجرد تصنيف حالة كحالة طبية يتم استخدام نموذج طبي للإعاقة بدلاً من النموذج الاجتماعي يمكن أيضًا تسمية الطبنة بمصطلح "توطين الأمراض" أو "تجارة المرض" بشكل مزدوج (بطريقة مُنتقدة) نظرًا لأن الطبنة هي العملية الاجتماعية التي يصبح فيها حالة مشكلة حالة طبية تحتاج إلى علاج، يمكن اعتبار الطبنة فائدة للمجتمع البشري وفقًا لهذا الرأي فإن تحديد حالة ما كمرض سيؤدي إلى علاج بعض الأعراض والحالات مما سيحسن الجودة العامة للحياة.

## تطور المفهوم
تم تصميم مفهوم الطبنة من قبل علماء الاجتماع لشرح كيفية تطبيق المعرفة الطبية على سلوكيات ليست ظاهرة طبية أو بيولوجية بوضوح. دخل مصطلح الطبنة مجال الأدب الاجتماعي في التسعينيات من القرن العشرين في أعمال إيرفينغ زولا وبيتر كونراد وتوماس سازاس وغيرهم. وفقًا لكتاب إريك كاسيل بعنوان "طبيعة المعاناة وأهداف الطب" (2004) يتم تبرير توسيع السيطرة الاجتماعية الطبية باعتبارها وسيلة لتفسير الانحراف. اعتبر هؤلاء العلماء الاجتماعيون الطبنة شكلاً للسيطرة الاجتماعية حيث توسعت سلطة الطب في مجالات الحياة اليومية، ورفضوا الطبنة باسم التحرر تجسد هذا النقد في أعمال مثل مقال كونراد "اكتشاف فرط الحركية: ملاحظات حول طبنة الانحراف" الذي نُشر في عام 1973 (فرط الحركية كان المصطلح المستخدم آنذاك لوصف ما قد نسميه الآن فرط النشاط وقصور الانتباه) ومع ذلك تم استخدام الأفيون لتهدئة الأطفال في مصر القديمة قبل عام 2000 قبل الميلاد.
لم يعتقد هؤلاء العلماء الاجتماعيون أن الطبنة هي ظاهرة جديدة، معتبرين أن السلطات الطبية كانت دائمًا تهتم بالسلوك الاجتماعي وتعمل تقليديًا كوكلاء للسيطرة الاجتماعية (فوكو، 1965؛ سازاس، 1970؛ روزن). ومع ذلك اتخذ هؤلاء الكتاب الرأي أن التكنولوجيا المتطورة بشكل متزايد قد وسعت نطاق قدرة الطبنة كشكل من أشكال السيطرة الاجتماعية خاصة فيما يتعلق بـ "علم النفس التكنولوجي" (شوروفر، 1973).
في كتابه "حدود الطب: الشر الطبي" (1975) قدم إيفان إيليتش واحدة من أقدم استخدامات مصطلح "الطبنة". أقنع إيليتش الفيلسوف بأن الطب يضر الناس من خلال التداعيات العكسية، وهو عملية تزيد من الأمراض والمشاكل الاجتماعية بسبب التدخل الطفي الطب رأى إيليتش أن التداعيات العكسية تحدث على ثلاثة مستويات: المستوى السريري، الذي ينطوي على آثار جانبية خطيرة أسوأ من الحالة الأصلية؛ المستوى الاجتماعي حيث يتم جعل الجمهور العام خضوعًا ومعتمدًا على المهنة الطبية للتعامل مع الحياة في مجتمعهم؛ والمستوى الهيكلي حيث تم "طبنة" الحياة البشرية بالفعل وجعلت الأفراد والمجتمعات غير قادرة على التعامل مع هذه العمليات "الطبيعية".
تداخل مفهوم الطبنة مع بعض جوانب حركة المرأة النسوية في التسعينيات من القرن العشرين. وجّه النقاد مثل إيهرينريش وإنجليش (1978) انتقادات بأن أجساد النساء كانت تتعرض للطبنة من قبل المهنة الطبية المهيمنة التي تتألف أساسًا من الرجال أصبحت الدورة الشهرية والحمل تُنظر إليهما على أنهما مشاكل طبية تتطلب تدخلات مثل استئصال الرحم.
ربط الماركسيون مثل فيسنتي نافارو (1980) الطبنة بمجتمع رأسمالي قمعي اقترحوا أن الطب يقنع بأنه يعالج الأسباب الكامنة للمرض، مثل عدم المساواة الاجتماعية والفقر، وبدلاً من ذلك يقدم الصحة كمسألة فردية انتقل آخرون إلى دراسة قوة وسمعة المهنة الطبية، بما في ذلك استخدام المصطلحات لإبهام الأمور وقواعد المهنة لاستبعاد الآخرين أو ترتيبهم بترتيبهم السفلي.
تقدم تياغو كوريا (2017)  وجهة نظر بديلة حول التطبيع الطبي. يرى أنه يجب فصل التطبيع الطبي عن الطب الحيوي للتغلب على الانتقادات، وحماية قيمته في النقاشات الاجتماعية المعاصرة. يركز على الخصائص المشتركة للطب بغض النظر عن الاختلافات الزمنية والمكانية. ينظر إلى التطبيع الطبي والسيطرة الاجتماعية كبعدين تحليليين متميزين يمكن أن يتداخلان أو لا يتداخلان في الممارسة. يؤكد كوريا أن فكرة "جعل الأمور طبية" يجب أن تشمل جميع أشكال المعرفة الطبية في المجتمع العالمي، وليس فقط تلك المرتبطة بالمهن الطبية التقليدية. يمكن أن يساعدنا النظر إلى "المعرفة" خارج حدود المهن في فهم التنوع في طرق التطبيع الطبي في مختلف الأزمنة والمجتمعات ويمكن للمجتمعات المعاصرة تجنب الأخطاء مثل "إزالة العنصر الطبي" (من خلال اللجوء إلى الطب البديل والمكمل) من جهة أو التبني السريع وعدم التنظيم للطب الحيوي في المجتمعات غير الغربية من جهة أخرى التحدي هو تحديد المعرفة الطبية الموجودة وكيفية استخدامها لتطبيع.

## المجالات
في تحذير تحريري عام 2002 في الصحيفة الطبية البريطانية حذرت من الطبنة الطبية غير المناسبة التي تؤدي إلى تسويق الأمراض حيث يتم توسيع حدود تعريف الأمراض لتشمل المشاكل الشخصية كمشاكل طبية أو التركيز على مخاطر الأمراض لتوسيع سوق الأدوية لاحظ الكُتاب:
تحمل الطبنة الطبية غير المناسبة أخطار التصنيف غير الضروري واتخاذ قرارات علاجية سيئة، والمرض الإياتروجيني والهدر الاقتصادي فضلاً عن تكلفة الفرص التي تنشأ عند تحويل الموارد بعيدًا عن علاج أو منع الأمراض الأكثر خطورة على المستوى الأعمق، قد يساعد في تغذية الهواجس غير الصحية بالصحة وإخفاء أو تعميق التفسيرات الاجتماعية أو السياسية لمشاكل الصحة وتركيز الاهتمام الزائد على الحلول الدوائية أو الفردية أو الخاصة.
لسنوات عديدة، كان الطب النفسي المهمش (مثل بيتر بريجين، بولا كابلان، توماس ساز) والنقاد الخارجيون (مثل ستيوارت كيرك) يتهمون علم الطب النفسي بالمشاركة في طبنة الطب النظامية للطبيعة العادية. وفي الآونة الأخيرة، جاءت هذه المخاوف من الداخلين الذين عملوا في جمعية الطب النفسي الأمريكية ونشروها (مثل روبرت سبيتزر، آلان فرانس).
زعم بنجامين راش والد علم الطب النفسي الأمريكي أن الأشخاص ذوي البشرة السوداء لديهم بشرة سوداء لأنهم مرضى بالجذام الوراثي وبالتالي اعتبر البهاق كـ "شفاء عفوي".
وفقًا لفرانكو بازاليا وأتباعه، الذين أشاروا إلى دور المؤسسات النفسية في التحكم والطبنة في السلوكيات المنحرفة والمشاكل الاجتماعية، يتم استخدام علم الطب النفسي كمزود للدعم العلمي للسيطرة الاجتماعية على النظام القائم، والمعايير المترتبة على الانحراف والطبيعة العادية التي خلقت آراء قمعية لمجموعات اجتماعية متنوعة.   كما أشار الإلى أن العلماء والمؤسسات الطبية منذ فترة طويلة يرون أن التهديدات للسلطة يتم تصنيفها على أنها أمراض عقلية خلال الاضطرابات السياسية.
زعم أن جائحة فيروس نقص المناعة البشرية/الإيدز تسببت منذ الثمانينات في "إعادة طبنة عميقة للجنس".
تسبب تشخيص اضطراب القلق الدوري قبل الحيض (اضطراب مزعج سابق للحيض) في بعض الجدل عندما تم إعادة تعبئة الفلوكستين (المعروف أيضًا باسم بروزاك) كعلاج لـ PMDD تحت اسم سارافيم. انتقدت العالمة النفسية بيجي كلاينبلاتز التشخيص باعتباره طبنة للسلوك البشري الطبيعي. وتشمل جوانب أخرى من الصحة النسائية المطبنة على الطبية العقم و الرضاعة الطبيعية و عملية الولادة واكتئاب ما بعد الولادة.
على الرغم من أنها لم تحظ بالاهتمام الكافي، يزعم أن الذكورة أيضًا تعرضت للطبنة الطبية، حيث يعتبر ضارًا للصحة ويحتاج إلى تنظيم أو تعزيز من خلال الأدوية أو التقنيات أو العلاج. على وجه التحديد، كان سابقًا يعتبر ضعف الانتصاب جزءًا طبيعيًا من عملية الشيخوخة في الرجال، لكنه الآن تم طبنته كمشكلة تدعى قصور الغدة الجنسية المتأخر.
وفقًا لكيتري، يعتبر العديد من الظواهر المعتبرة "غير طبيعية" مثل الإدمان على الكحول والمخدرات والدعارة والشذوذ الجنسي للأطفال والاستمناء ("الاستمناء الذاتي") في الأصل مشكلات أخلاقية ثم قانونية والآن طبية. تم الإعلان عن العديد من الحالات الأخرى مثل السمنة وتدخين السجائر والتظاهر بالمرض للتهرب من الخدمة العسكرية والعزوبية والطلاق والحمل غير المرغوب فيه وسرقة المسروقات والحزن كأمراض من قبل السلطات الطبية والنفسية. نتيجة لهذه النظريات، تم تعريض الأشخاص غير العاديين لأساليب التحكم الاجتماعي الأخلاقية ثم القانونية والآن الطبية. بالمثل استنتج كونراد وشنايدر في مراجعتهما لتطبيق الطبنة في الانحراف من خلال تحديد ثلاثة نماذج رئيسية سادت في تسمية الانحراف في فترات تاريخية مختلفة: الانحراف كخطيئة؛ الانحراف كجريمة؛ والانحراف كمرض.
وفقًا لمايك فيتزباتريك، كانت المقاومة للطبنة موضوعًا شائعًا في حركة تحرير المثليين وحركة مكافحة الطب النفسي وحركة النسوية في السبعينيات، ولكن الآن لا يوجد فعليًا أي مقاومة لتقدم التدخل الحكومي في نمط الحياة إذا كان يعتبر مبررًا من حيث الصحة العامة علاوة على ذلك، يأتي الضغط للطبنة أيضًا من المجتمع نفسه.
وفقًا لتوماس ساز، "الدولة العلاجية تبتلع كل شيء إنساني تحت ذريعة معقولة على أنه لا يوجد شيء خارج نطاق الصحة والطب، تمامًا كما أبتلعت الدولة اللاهوتية كل شيء إنساني على ذريعة معقولة تمامًا أنه لا يوجد شيء خارج نطاق الرب والدين".

## الصحة
التطرق إلى الصحة العامة كشكل من "الصحة النفسية" تعرض للانتقاد حيث يكون طابعها أخلاقيًا بدلاً من التركيز الأساسي على الصحة، كتب الأطباء النفسيين بيتر شكرابانيك وجيمس مكورميك سلسلة من المنشورات حول هذا الموضوع في أواخر الثمانينات وأوائل التسعينات، مستهجنين حملة "صحة الأمة" في المملكة المتحدة. كشفت هذه المنشورات عن سوء استخدام علم الوبائيات والإحصاءات من قِبَل سلطات ومنظمات الصحة العامة لدعم التدخلات النمطية وبرامج الفحص، وقد تم انتقاد زرع الخوف من الأمراض وتعزيز مفهوم قوي للمسؤولية الفردية باعتباره "الفاشية الصحية" من قِبَل بعض العلماء، حيث يجعل الفرد موضوعًا ماديًا دون النظر إلى العوامل العاطفية أو الاجتماعية.

## المهنيون والمرضى والشركات والمجتمع
بعد عدة عقود من السنين تعقيد تعريف التطبيب يكمن في استخدام العديد من الأطراف لهذا المصطلح يقوم العديد من النقاد المعاصرين بتحديد شركات الأدوية في المكان الذي كان يشغله الأطباء كمحفزات مفترضة للتطبيب. يستخدم عناوين مثل "صناعة مرض" أو "الجنس والمخدرات والتسويق" لانتقاد صناعة الأدوية لإزاحة المشاكل اليومية إلى مجال الطب البيولوجي المهني. في الوقت نفسه يرفض البعض الآخر اقتراحًا مشبوهًا بأن المجتمع يرفض الأدوية أو شركات الأدوية ويبرزون أن الأدوية نفسها التي يُزعم أنها تستخدم لعلاج انحرافات عن المعايير الاجتماعية تساعد أيضًا العديد من الأشخاص على العيش. حتى العلماء الذين ينتقدون الآثار الاجتماعية للأدوية التجارية يبقون على استعداد لقبول تأثيرات الشفاء المتوقعة لهذه الأدوية، وهذا يبعد كثيرًا عن الدعوات السابقة للثورة ضد المؤسسة الطبية. تركز الكثير من الجهود في العديد من الأوساط على "زيادة التطبيب" بدلاً من "التطبيب" بشكل عام.
مع ذلك، يجادل البعض بأن عملية التطبيب عمليًا تقوم بحرمان الأشخاص من سياقهم الاجتماعي، بحيث يتم فهمهم وفقًا للمعتقدات البيولوجية السائدة مما يؤدي إلى تجاهل الأسباب الاجتماعية العامة مثل عدم المساواة في توزيع القوة والموارد. سلسلة من المنشورات التي نُشرت بواسطة مونوغرافات منس سانا تركز على الطب كمؤسسة رأسمالية تجارية.
يجادل العلماء بأن التحولات التي طرأت في قطاع الرعاية الصحية في أواخر القرن العشرين في الولايات المتحدة قد غيرت العلاقة بين الأشخاص في قطاع الرعاية الصحية. يرجع ذلك إلى تجارة الرعاية الصحية ودور الأطراف الأخرى بدلاً من الأطباء مثل شركات التأمين وصناعة الأدوية والحكومة، والتي يشار إليها بشكل جماعي بأنها قوى مضادة. يظل الطبيب شخصية ذات سلطة تصف الأدوية الى المرضى. ومع ذلك، في بعض البلدان مثل الولايات المتحدة، تشجع الإعلانات الموجهة مباشرة للمستهلكين على طلب أدوية معينة بالاسم، مما يخلق حوارًا بين المستهلك وشركة الأدوية يهدد إقصاء الطبيب من العملية. بالإضافة إلى ذلك، هناك قلق شائع بشأن مدى انتشار الدعاية الدوائية المباشرة للأطباء والمهنيين الصحيين الآخرين. أمثلة على هذه الدعاية المباشرة تشمل زيارات من قبل مندوبي المبيعات، تمويل المجلات، دورات تدريبية أو مؤتمرات، حوافز لصرف الوصفات، وتوفير "معلومات" تكتبها الشركة الدوائية. لقد تغيرت أيضًا دور المرضى في هذه الاقتصاد. في الماضي، كان المرضى يُعتبرون ضحايا سلبيين للتطبيب، لكن الآن يمكن للمرضى أن يتولوا مواقع نشطة كمدافعين ومستهلكين أو حتى وكلاء للتغيير.
استجابةً للنظرية المبنية على التطبيب كونها غير كافية لشرح العمليات الاجتماعية، قام بعض العلماء بتطوير مفهوم التحول البيولوجي الذي يؤكد أن التدخلات التقنية والعلمية تحول الطب. جانب واحد هو تأثير الأدوية الدوائية بدلاً من التدخلات الأخرى. وتشمل المكونات الأخرى تحويل بعض جوانب الرعاية الصحية مثل الصحة العامة إلى الحوسبة، وإنشاء "اقتصاد سياسي حيوي" للبحث الخاص خارج الدولة، والنظر في الصحة على أنها التزام أخلاقي. التطبيب قد أبرز قضايا صحية، وبالتالي يفكر الناس أكثر فأكثر في الأمور من حيث الصحة ويتصرفون لتعزيز الصحة. عندما يتعلق الأمر بقضايا الصحة، ليس الطب هو المورد الوحيد للحلول، ولكن دائمًا كانت هناك بدائل ومنافسون. في الوقت نفسه مع التطبيب، تعزز "التدخل الطبي المساعد" أيضًا: هناك العديد من العلاجات التي ليس لها أساس طبي على الأقل في الوقت الحاضر ولكنها شائعة وناجحة تجاريًا.

## انظر ايضا
التدخل (الطب)
دراسة غوتنبرغ عن الأطفال المصابين بفيروس نقص المناعة البشرية/الإيدز
نموذج طبي
علم اجتماع الصحة والمرض
ضرب اجتماعي